# Journal of Risk and Uncertainty
Das Journal of Risk and Uncertainty ist eine wirtschaftswissenschaftliche Fachzeitschrift, deren Schwerpunkt Risikotheorie und Entscheidungstheorie, spezielle Entscheidung unter Unsicherheit sind. Es wird vom deutsch-luxemburgischen Springer-Verlag mit einer Frequenz von drei Ausgaben pro Semester herausgegeben.

## Geschichte
Das Journal of Risk and Uncertainty wurde erstmals im März 1988 herausgegeben, erschien damals jedoch nur mit einer Frequenz von vier Ausgaben pro Jahr. Diese Frequenz wurde 1993 auf drei Ausgaben pro Semester erhöht. Die ersten Chefredakteure der Zeitschrift waren Viscusi und Mark Machina (University of California, San Diego).

## Inhalte
Das Journal of Risk and Uncertainty beinhaltet sowohl theoretische als auch empirische Artikel, die risikotragendes Verhalten und Entscheidung bei Unsicherheit untersuchen. Die Zeitschrift dient als Medium für wichtige, relevante Forschung in den Bereichen der Entscheidungsanalyse, Wirtschaftswissenschaften und Psychologie. Unter den in dieser Zeitschrift behandelten Themenfeldern befinden sich Entscheidungstheorie und die Ökonomik von Unsicherheit, psychologische Modelle zu Wahlverhalten bei Unsicherheit, Risiko und Politik, experimentelle Untersuchungen des Verhaltens bei Unsicherheit sowie empirische Studien realen risikotragenden Verhaltens. Im Allgemeinen beginnen Artikel mit einer einleitenden Diskussion, welche die Natur der Forschung und deren Interpretation sowie die Auswirkungen der Ergebnisse auf einer Ebene erklären, die für Forscher anderer Disziplinen ebenfalls zugänglich ist.

## Redaktion
Die Redaktion des Journal of Risk and Uncertainty wird heuer (2015) durch W. Kip Viscusi als Chefredakteur und Christina Stoddard als Chef vom Dienst geleitet. Sie werden durch 19 assoziierte Redakteure und einer Reihe beratende Redakteure unterstützt. Zu den beratenden Redakteuren gehören die Nobelpreisträger Kenneth Arrow und Daniel Kahneman.

## Rezeption
In einer Studie von Kalaitzidakis et al. (2003) belegte das Journal of Risk and Uncertainty Platz 38 von 159 ausgewerteten Publikationen, sank jedoch in einer aktualisierten Studie von Kalaitzidakis et al. (2011) auf Platz 51 von 209 verglichenen Publikationen ab. Im wirtschaftswissenschaftlichen Publikationsranking des Tinbergen-Instituts an der Universität Amsterdam wird das Journal of Risk and Uncertainty in der Kategorie A („sehr gute allgemeine wirtschaftswissenschaftliche Fachzeitschriften und Spitzenzeitschriften im jeweiligen Fachgebiet“) geführt. Eine weitere Studie der französischen Ökonomen Pierre-Phillippe Combes und Laurent Linnemer sortiert das Journal mit Rang 47 von 600 wirtschaftswissenschaftlichen Zeitschriften in die drittbeste Kategorie A ein.